# 임시 이메일 주소
임시 이메일 주소(Disposable email address, DEA) 또는 마스크트 이메일(masked email)은 각 연락처 또는 개체에 대해 고유한 전자 우편 주소를 사용하거나 제한된 횟수 또는 용도로 사용하는 방식을 말한다. 이점은 전자 우편 주소가 침해되거나 스팸 차단과 관련하여 사용되는 경우, 주소 소유자가 다른 연락처에 영향을 주지 않고 쉽게 취소(또는 "폐기")할 수 있다는 것이다.

## 사용법
임시 이메일 주소를 사용하면 모든 발신자 또는 수신자 조합에 대해 다르고 고유한 전자 우편 주소를 사용할 수 있다. 이 방법은 누군가가 개인의 전자 우편 주소를 스팸 목록이나 다른 비윤리적인 개체에 판매하거나 공개할 수 있는 시나리오에서 사용할 수 있다. 이러한 유형의 가장 흔한 상황은 토론 그룹, 게시판, 채팅방, 온라인 쇼핑, 파일 호스팅 서비스를 제공하는 사이트에 온라인 등록하는 경우이다. 전자 우편 주소가 판매되어 손상되면 그 결과는 종종 스팸 메일 또는 신원 도용이며, 임시 이메일 주소를 사용하면 둘 다 피할 수 있다.
임시 이메일 주소가 제작자가 의도하지 않은 방식으로 사용되기 시작하면 쉽게 취소할 수 있다. 예를 들어 전자 우편 주소가 실수로 스팸 목록에 공개되거나 스패머가 주소를 조달한 경우이다. 또는 사용자가 발신자로부터 추가적인 서신을 받지 않기로 결정할 수도 있다. 원인이 무엇이든 DEA는 언제든지 주소를 취소할 수 있는 주소 소유자에게 제어권을 부여한다. 소유자는 수신자를 업데이트할지 여부를 제어한다.
임시 이메일 주소는 일반적으로 소유자가 메시지를 수신하고 읽는 하나 이상의 실제 전자 우편 사서함으로 전달된다. DEA가 공유되는 연락처는 사용자의 실제 전자 우편 주소를 알 수 없다. 데이터베이스가 DEA를 관리하는 경우, 각 고유한 DEA의 관련 연락처 이름을 검색하여 각 메시지의 예상 발신자를 신속하게 식별할 수도 있다. 적절하게 사용하면 DEA는 어떤 수신자가 전자 우편 주소를 부주의하거나 불법적으로 처리하는지 식별하는 데도 도움이 될 수 있다. 또한 위조 메시지 또는 피싱을 식별하는 도구로 사용할 수 있다.

## 장점
이상적으로는 소유자가 각 연락처 또는 개체와 DEA를 한 번 공유한다. 따라서 DEA가 변경될 경우 하나의 개체만 업데이트하면 된다. 비교해 보면 여러 수신자에게 동일한 전자 우편 주소를 제공하는 전통적인 관행은 해당 주소가 이후에 변경될 경우 많은 합법적인 수신자가 변경 통지를 받고 기록을 업데이트해야 함을 의미하며, 이는 잠재적으로 지루한 과정이다.
또한 액세스가 하나의 연락처로 좁혀졌기 때문에 해당 개체는 계정이 받는 스팸에 대한 손상의 가장 가능성이 높은 지점이 된다(예외는 아래 "필터링" 참조). 이를 통해 사용자는 DEA를 공유하는 사람들의 신뢰성을 판단할 수 있다. 남용되지 않은 "안전한" DEA는 실제 전자 우편 계정으로 전달될 수 있으며, "손상된" DEA로 전송된 메시지는 특별 폴더로 라우팅되거나, 휴지통으로 보내지거나, 스팸 필터링을 위해 보류되거나, DEA가 삭제된 경우 배달할 수 없는 것으로 반송될 수 있다.
DEA는 발신자와 수신자 사이의 간접 계층 역할을 하기 때문에 DEA 사용자의 실제 전자 우편 주소가 어떤 이유로든 변경되면 사용자는 변경 사항에 대해 DEA 서비스 제공자에게만 업데이트하면 된다. 그런 다음 모든 미결 DEA는 업데이트 없이 계속 작동한다.

## "하위 주소" 사용
여러 전자 우편 시스템은 "하위 주소"(일명 "플러스" 또는 "태그 지정" 주소)를 지원한다. 여기서 태그는 전자 우편 주소의 로컬 부분( "@" 기호 왼쪽 부분)에 추가될 수 있지만, 수정된 주소는 수정되지 않은 주소의 별칭이 된다. 예를 들어, joeuser+tag@example.com 주소는 joeuser@example.com과 동일한 전달 주소를 나타낸다. 태그의 텍스트는 필터링을 적용하거나 일회용 주소를 생성하는 데 사용할 수 있다.
이 기능을 사용할 수 있다면 사용자는 자신의 임시 주소를 만들 수 있다. 그러나 전자 우편 수신자에게 사용자의 배달 주소가 공개된다.

## 여러 이메일 별칭
다른 접근 방식은 하나의 기본 전자 우편 주소와 여러 보조 전자 우편 주소를 등록하는 것이다. 보조 주소는 모든 메일을 기본 주소로 전달한다. 즉, 보조 주소는 기본 주소의 별칭으로 사용된다. 이 접근 방식의 장점은 사용자가 어떤 보조 전자 우편 주소가 스팸을 수신하고 있는지 쉽게 감지하고 차단하거나 폐기할 수 있다는 것이다.
일부 서비스는 전달 설정을 위해 추가 시간이 필요하지만, 다른 서비스는 미리 서비스에 등록하지 않고도 "즉시" 새 주소를 생성할 수 있다. 이 방법을 사용하면 단일 계정에서 모든 전자 우편을 저장하고 액세스할 수 있다. 그러나 일부 서비스의 전달을 관리하려면 사용자는 각 별칭의 암호를 기억해야 한다.
다른 방법은 캐치올 주소를 사용하고 와일드카드를 사용하여 메일을 실제 사서함으로 전달하는 것이다. 많은 메일 서버는 "임의의 문자 수"를 의미하는 별표(*) 사용을 허용한다. 이렇게 하면 화이트리스트가 자동으로 적용되고 관리자는 때때로 블랙리스트만 업데이트하면 된다. 실제로 사용자는 하나의 주소를 가지고 있지만 와일드카드가 포함되어 있다. 예를 들어 "me.*@my.domain"은 "me."로 시작하고 "@my.domain"으로 끝나는 들어오는 모든 주소와 일치한다. 이는 "+" 표기법과 매우 유사하지만, 주소가 완전히 정상적으로 보이므로 덜 명확할 수 있다.

## 문제

### 사이트 관리자의 제한
일부 포럼 및 위키 관리자는 DEA가 회원 신원을 가리고 회원 제어 유지를 어렵게 만들기 때문에 DEA를 좋아하지 않는다. 예를 들어, 인터넷 트롤, 반달리스트 및 금지된 다른 사용자는 일회용 전자 우편 주소를 사용하여 금지를 우회할 수 있다. DEA 제공자를 사용하는 것은 이것을 더 쉽게 만든다. 개인이 스팸을 필터링하기 위해 DEA를 만들 수 있는 것과 동일한 편의성이 트롤에게도 적용된다. 수집한 사용자 전자 우편 주소를 판매하여 수익을 창출하려는 웹사이트 운영자는 이러한 주소의 낮은 시장 가치 때문에 DEA도 금지할 수 있다. DEA 도메인을 감지하는 데 도움이 되는 여러 무료 목록과 관리형 서비스가 있다.

### 효과
하위 주소를 사용하면 개인이 데이터 침해 발생 시 이를 감지하고 스팸 수신을 피하는 데 도움이 될 수 있지만 항상 효과적인 것은 아니다. 데이터 침해로 전자 우편 주소를 얻은 해커는 전자 우편 주소의 별칭 부분을 제거한 후 공개적으로 판매하거나 공개할 수 있다. 이는 전자 우편이 기본 주소로 직접 전달되고 개인이 하위 주소 사용의 이점을 얻지 못한다는 것을 의미한다.

### 로그인/비밀번호 재설정
하위 주소를 사용하여 계정을 생성하면 계정에 대한 모든 액세스는 전자 우편과 하위 주소를 통해 이루어진다. 하위 주소 전략을 사용하는 개인이 선택한 하위 주소와 함께 전자 우편 주소를 사용하므로 하위 주소를 기억하는 것이 중요하다.

## 같이 보기
- 게릴라 메일